# Dialetto sammarinese
Il dialetto sammarinese è un dialetto della lingua romagnola parlato nella Repubblica di San Marino dall'83% degli abitanti. Viene considerato un dialetto intermedio tra quello di Rimini, della Valmarecchia e di Urbino. Il dialetto parlato a Serravalle si distingue per la sua vicinanza al dialetto riminese.
Il suo stato di conservazione è critico, al punto da ipotizzarne la scomparsa per il 2040.

## Letteratura
Non esiste ancora una grafìa né una standardizzazione ufficiale.
Gli scrittori principali in dialetto sammarinese sono stati Pietro Rossi nell'Ottocento e Nino Lombardi, Marino Rossi e Giuseppe Macina.
Ai giorni nostri Francesco Guidi detto "Checco", è prolifico autore di poesie nonché curatore di raccolte di detti popolari specializzato nella variante di Serravalle.
Nel 2021 è stato presentato Il primo "Dizionario di dialetto sammarinese" edito da Ente Cassa di Faetano.

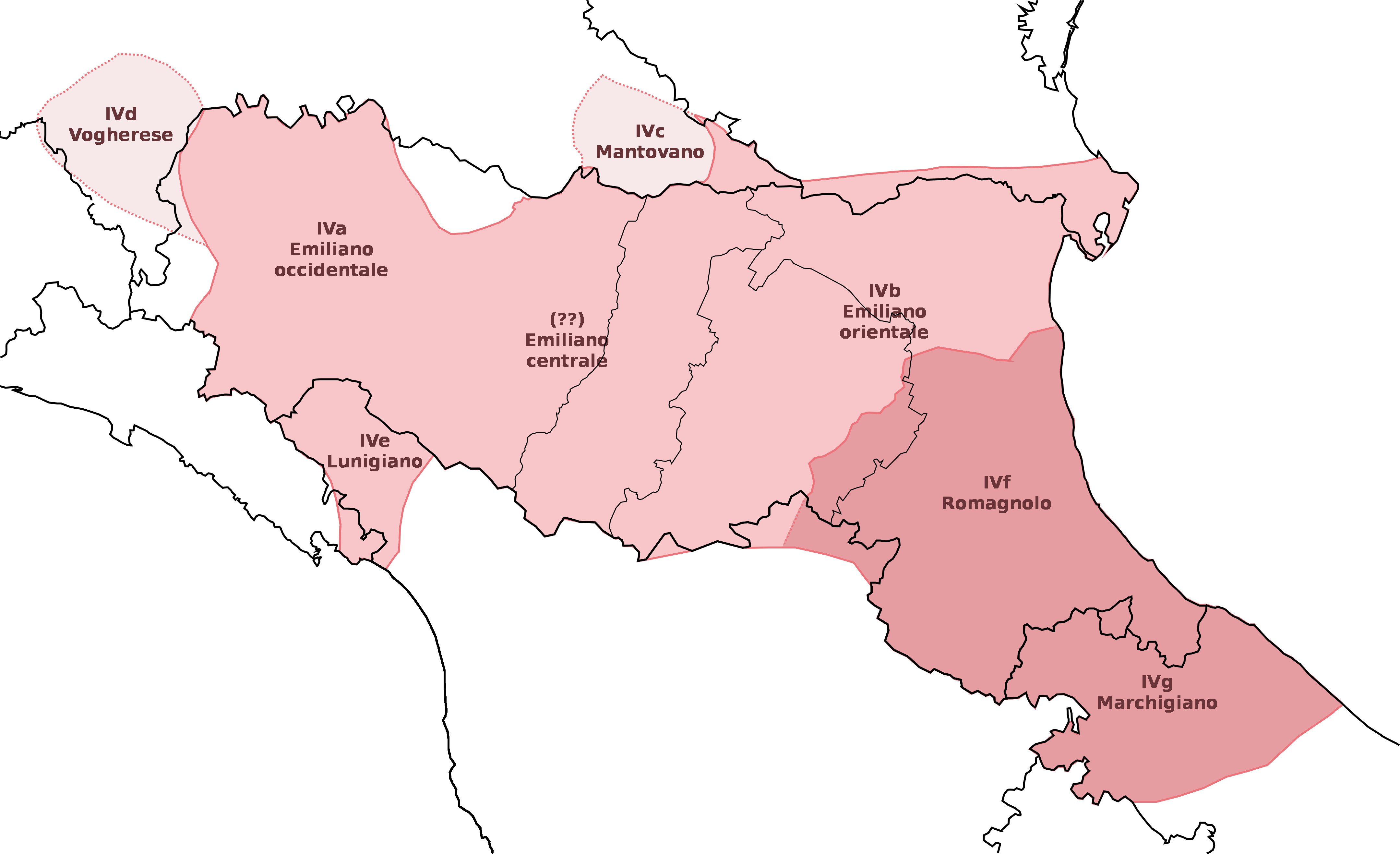
Mappa della diffusione del sistema dialettale emiliano-romagnolo: nelle zone in rosa chiaro è presente l'emiliano e in quelle colorate di rosa scuro è presente il romagnolo, mentre in quelle rosa-bianco sono presenti i dialetti di transizione tra l’emiliano ed altre lingue locali vicine.

## Toponimi in sammarinese
I seguenti toponimi sono riportati dal "Dizionario di dialetto sammarinese" (2021). Si indicano, ove necessario, i castelli di Città (C), Faetano (F) e Serravalle (S), scelti a campione delle varietà rispettivamente centrali, meridionali e settentrionali.

### Castelli
- Acquaviva: Acquavìva
- Borgo Maggiore: Bórg (CF), Bòurg (S)
- Chiesanuova: Cisanòva
- Città di San Marino: San Marèin (CF), San Maroin (S)
- Domagnano: Dmagnén
- Faetano: Faitèn
- Fiorentino: Fiurentéin (CF), Fiurantóin (S)
- Montegiardino: Mungiardêin (CF), Mungiardóin (S)
- Serravalle: Seravàl

### Curazie
- Ca’ Rigo: Cà Rig
- Corianino: Curianéin (CF), Curianóin (S)
- Dogana: Dughéna
- Falciano: Falcén
- Fiorina: Fiurìna (C), Fiuréina (F), Fiuróina (S)
- Gualdicciolo: Gualdiciòl (C), Gualdiciùl (FS)
- Monte Pulito: Mònt Pulìd (C), Mùnt Pulìd (F), Mòunt Pulìd (S)
- Murata: Murèda
- Ventoso: Ventós (C), Vintós (F), Ventòus (S)

## Esempi
- sono andata a prendere un paio di scarpe a Dogana: so andeda a to un per ad scherpi ma la Dughena / a so andè a tò un pera ad scherpi ma la Dughena
- cosa fai?: cus chet fè? / cust fè? / cus èll che t'fè?
- vieni qui: vin a che / vin i che
- ci vediamo più tardi: ac videm più tèrd / a s videm pio terd
- non fare così: nu fa csé / nu fa i sé
- vado a dormire: a vag a durmì
- abito a San Marino: a stag a San Maroin
- non sai fare niente: tu n si bun da fè gnint / tun sè fè gnint
- non puoi fare sempre come ti pare:  tu n pù fe sempri cum cut per ma té / t'u n pò fè sempri cum ch'u t pèr ma te
- io posso: i a pòs / ji a poss
- guarda bene: guèrda bèin / guerda ben
- non capisci: tu n capés / tu n capéss

### Giurnèda d'avril
(Nino Lombardi, GIURNÈDA D'AVRIL - GIORNATA D'APRILE)

### Una nuvela del Bucasc
Donca a degh che a' temp d'e prim re 'd Cipre, dop fat la conquesta dla Tera Sänta da Gotifred 'd Buglion, è sucess ch'una gentildona 'd Guascogna l'andò a m'e Sepolcre in pelegrinagg, e a t'e turnä, ariväda ch'la fu a Cipre, la fu vilanament ultragiäda da di omne sceleräd. Lia, dulendsne 'd 'sta cosa, disperäda, la pensò d'andä a ricora da 'e re; ma u 'j fu det da qualch d'un ch'la perdria la fadiga, perché lù l'era d'una vita acsè sgraziäda, e tänt da poch, che non sol u 'n puniva con giustizia gl'ingiuri fati am i ältr, ma änzie e sustneva da vigliach tuta cla gran massa ch'i 'j ne feva m'a lù: tänt che chiunque l'avess avud con lù dla stezza, u 's sfugäva con fäj del bujarii e del birichinädi. La dona, sentend 'sta cosa, disperand d'otnè vendeta, per consuläss un poch de su disgust, la 's mis in testa 'd vlè stuzzigä la cujonagin 'd ché re; e, andäda da lù piangend, la 'j dess: "'E mi signor, i an vengh da té per dmandä vendeta dl'ingiuria ch'm'è städ fata ma, per mi sodisfazion, at pregh che 't m'insegna com t'fè a sufrì tut cl'ingiuri ch'a so ch'u 't ven fat, perché i a possa da té imparä a supurtä la mia con pazienza, e u 'l sa 'e Signor se i al psess fä, che volontier at la regalaria, perché a vegh t'hè 'e cor bon da suportäli"
'E re, städ fin da ché mument gnurgnon e pigre, com ch'u 's fuss proprie svigiäd alora, cmenzand con vendicä ben ben l'ingiuria fata am 'sta dona, el dventò un persecutor acanid 'd tut quii che da ché mument in pò i avess cumess qualcosa contra l'unor dla su curona.